# Neon Nature Tour
Neon Nature Tour fu il terzo tour di Marina Diamandis, a supporto del suo terzo album in studio Froot.

## Storia
Dopo la pubblicazione di Froot, Marina Diamandis intraprese nel 2015 un tour promozionale di concerti, prevalentemente presso vari festival musicali.
In tale periodo l'artista espresse il proprio interesse a effettuare un proprio tour ufficiale in autunno, che in una successiva intervista a Vice affermò di voler chiamare Neon Nature.
A giugno 2015 furono annunciate le date del tour e, due settimane dopo, anche quelle europee.
L'esibizione di Boston del 4 novembre 2015 fu trasmessa in diretta da Yahoo! e quella di San Paolo del Brasile del 12 marzo successivo fu prodotta streaming online e in diretta televisiva nel Paese.
L'11 novembre 2015, inoltre, Marina tenne un'esibizione esclusiva presso la New York Hall of Science, registrata per un episodio della serie Live from the Artists Den, messo in onda il 24 aprile 2016.

## Scaletta
Act 1: The Family Jewels
1. Mowgli's Road
2. I Am Not a Robot
3. Oh No!
4. Obsessions
5. Hollywood

Act 2: Electra Heart
1. Bubblegum Bitch
2. Teen Idle
3. How to Be a Heartbreaker
4. Primadonna
5. Lies

Act 3: Froot
1. Froot
2. Savages
3. Can't Pin Me Down
4. I'm a Ruin
5. Forget
6. Immortal

Encore
1. Happy
2. Blue

Variazioni
- Nelle date comprese tra il 12 ottobre e il 3 novembre 2015, Radioactive è stata eseguita al posto di Teen Idle.
- Tra il 1º e il 3 dicembre 2015, Gold è stata eseguita.
- In alcuni concerti è stata eseguita Solitaire.
- In alcuni concerti è stata eseguita la cover di True Colors di Cyndi Lauper.

## Date
| Data             | Paese        | Città               | Sede                              | Artisti d'apertura       | Biglietti venduti / disponibili | Incasso      |
| Nord America     | Nord America | Nord America        | Nord America                      | Nord America             | Nord America                    | Nord America |
| ---------------- | ------------ | ------------------- | --------------------------------- | ------------------------ | ------------------------------- | ------------ |
| 12 ottobre 2015  | Stati Uniti  | Houston             | Revention Music Center            | Shamir                   | N.D.                            | N.D.         |
| 13 ottobre 2015  | Stati Uniti  | Austin              | Stubb's Waller Creek Amphitheater | Shamir                   | 2200 / 2200                     | 61600 $      |
| 14 ottobre 2015  | Stati Uniti  | Dallas              | South Side Ballroom               | Shamir                   | N.D.                            | N.D.         |
| 16 ottobre 2015  | Stati Uniti  | Tempe               | Marquee Theatre                   | Shamir                   | N.D.                            | N.D.         |
| 17 ottobre 2015  | Stati Uniti  | Pomona              | Pomona Fox Theater                | Christine and the Queens | 2000 / 2000                     | 60000 $      |
| 19 ottobre 2015  | Stati Uniti  | Los Angeles         | Greek Theatre                     | Christine and the Queens | N.D.                            | N.D.         |
| 20 ottobre 2015  | Stati Uniti  | Oakland             | Fox Oakland Theatre               | Christine and the Queens | N.D.                            | N.D.         |
| 21 ottobre 2015  | Stati Uniti  | Oakland             | Fox Oakland Theatre               | Christine and the Queens | 2800 / 2800                     | 98000 $      |
| 23 ottobre 2015  | Stati Uniti  | Portland            | Roseland Theater                  | Christine and the Queens | N.D.                            | N.D.         |
| 24 ottobre 2015  | Canada       | Vancouver           | Commodore Ballroom                | Christine and the Queens | N.D.                            | N.D.         |
| 25 ottobre 2015  | Stati Uniti  | Seattle             | Paramount Theatre                 | Christine and the Queens | N.D.                            | N.D.         |
| 27 ottobre 2015  | Stati Uniti  | Salt Lake City      | The Complex                       | Christine and the Queens | N.D.                            | N.D.         |
| 28 ottobre 2015  | Stati Uniti  | Denver              | Ogden Theatre                     | Christine and the Queens | N.D.                            | N.D.         |
| 30 ottobre 2015  | Stati Uniti  | Minneapolis         | Northrop Auditorium               | Christine and the Queens | N.D.                            | N.D.         |
| 31 ottobre 2015  | Stati Uniti  | Chicago             | Riviera Theatre                   | Christine and the Queens | 2510 / 2510                     | 77810 $      |
| 2 novembre 2015  | Canada       | Toronto             | Rebel                             | Christine and the Queens | N.D.                            | N.D.         |
| 3 novembre 2015  | Canada       | Montreal            | Métropolis                        | Christine and the Queens | 2274 / 2274                     | 60882 $      |
| 4 novembre 2015  | Stati Uniti  | Boston              | House of Blues Boston             | Christine and the Queens | 2425 / 2489                     | 74085 $      |
| 6 novembre 2015  | Stati Uniti  | Washington          | Lincoln Theatre                   | Christine and the Queens | N.D.                            | N.D.         |
| 7 novembre 2015  | Stati Uniti  | Filadelfia          | Electric Factory                  | Christine and the Queens | N.D.                            | N.D.         |
| 9 novembre 2015  | Stati Uniti  | New York            | Terminal 5                        | Christine and the Queens | N.D.                            | N.D.         |
| 10 novembre 2015 | Stati Uniti  | New York            | Terminal 5                        | Christine and the Queens | N.D.                            | N.D.         |
| 11 novembre 2015 | Stati Uniti  | New York            | New York Hall of Science          | N.D.                     | N.D.                            | N.D.         |
| Europa           |              |                     |                                   |                          |                                 |              |
| 20 novembre 2015 | Regno Unito  | Cambridge           | Corn Exchange                     | Clock Opera              | N.D.                            | N.D.         |
| 21 novembre 2015 | Regno Unito  | Bournemouth         | O2 Academy Bournemouth            | Clock Opera              | N.D.                            | N.D.         |
| 23 novembre 2015 | Regno Unito  | Manchester          | The Ritz                          | Rivrs                    | N.D.                            | N.D.         |
| 24 novembre 2015 | Regno Unito  | Newcastle upon Tyne | O2 Academy Newcastle              | Rivrs                    | N.D.                            | N.D.         |
| 25 novembre 2015 | Regno Unito  | Glasgow             | O2 ABC Glasgow                    | Clock Opera              | N.D.                            | N.D.         |
| 27 novembre 2015 | Regno Unito  | Birmingham          | The Institute                     | Clock Opera              | N.D.                            | N.D.         |
| 28 novembre 2015 | Regno Unito  | Cardiff             | The Great Hall                    | Clock Opera              | N.D.                            | N.D.         |
| 1º dicembre 2015 | Regno Unito  | Belfast             | The Limelight                     | Clock Opera              | N.D.                            | N.D.         |
| 2 dicembre 2015  | Irlanda      | Dublino             | The Academy                       | Clock Opera              | N.D.                            | N.D.         |
| 3 dicembre 2015  | Irlanda      | Dublino             | The Academy                       | Clock Opera              | N.D.                            | N.D.         |
| 6 dicembre 2015  | Regno Unito  | Londra              | London Palladium                  | Clock Opera              | N.D.                            | N.D.         |
| 16 febbraio 2016 | Regno Unito  | Glasgow             | O2 Academy Glasgow                | Kloe                     | N.D.                            | N.D.         |
| 17 febbraio 2016 | Regno Unito  | Leeds               | O2 Academy Leeds                  | Shura                    | N.D.                            | N.D.         |
| 18 febbraio 2016 | Regno Unito  | Manchester          | Manchester Academy                | Shura                    | N.D.                            | N.D.         |
| 20 febbraio 2016 | Regno Unito  | Londra              | Roundhouse                        | Shura                    | N.D.                            | N.D.         |
| 21 febbraio 2016 | Regno Unito  | Londra              | Roundhouse                        | Shura                    | N.D.                            | N.D.         |
| 24 febbraio 2016 | Belgio       | Bruxelles           | Cirque Royal                      | Aprile                   | N.D.                            | N.D.         |
| 25 febbraio 2016 | Paesi Bassi  | Utrecht             | Tivoli                            | Lghtnng                  | N.D.                            | N.D.         |
| 26 febbraio 2016 | Paesi Bassi  | L'Aia               | Paard van Troje                   | PollyAnna                | N.D.                            | N.D.         |
| 28 febbraio 2016 | Francia      | Tourcoing           | Le Grand Mix                      | Lys                      | N.D.                            | N.D.         |
| 29 febbraio 2016 | Germania     | Stoccarda           | Im Wizemann                       | N.D.                     | N.D.                            | N.D.         |
| 2 marzo 2016     | Rep. Ceca    | Praga               | Incheba Arena                     | Light & Love             | N.D.                            | N.D.         |
| 3 marzo 2016     | Ungheria     | Budapest            | Akvárium Klub                     | Mary PopKids             | N.D.                            | N.D.         |
| 5 marzo 2016     | Grecia       | Atene               | Piraeus Academy                   | Ilia Darlin              | N.D.                            | N.D.         |
| Sud America      |              |                     |                                   |                          |                                 |              |
| 11 marzo 2016    | Brasile      | San Paolo           | Audio Club                        | N.D.                     | 1552 / 3000                     | 57583 $      |
| 12 marzo 2016    | Brasile      | San Paolo           | Autódromo de Interlagos           | N.D.                     | N.D.                            | N.D.         |
| 16 marzo 2016    | Argentina    | Buenos Aires        | Teatro Vorterix                   | N.D.                     | N.D.                            | N.D.         |
| 19 marzo 2016    | Argentina    | San Isidro          | Ippodromo di San Isidro           | N.D.                     | N.D.                            | N.D.         |
| 20 marzo 2016    | Cile         | Santiago del Cile   | Parco O'Higgins                   | N.D.                     | N.D.                            | N.D.         |
| Totale           | Totale       | Totale              | Totale                            | Totale                   | 15791 / 17273 (91,4%)           | 489360 $     |